# Linia M4 metra w Kopenhadze
Linia M4 metra w Kopenhadze – jedna z czterech linii systemu metra w stolicy Danii, Kopenhadze łącząca stację Orientkaj z dworcem głównym København H, a docelowo ze stacją Ny Ellebjerg.
W 2012 r., tuż przed rozpoczęciem budowy w Kopenhadze linii M3, duński parlament zaakceptował plan budowy kolejnej linii metra przebiegającej na centralnym odcinku w tunelu trzeciej linii, a na północnym wschodzie miasta nową trasą do stacji Orientkaj. Z kolei w 2015 r. parlament zaakceptował plan II etapu budowy linii na południowy zachód miasta do stacji Ny Ellebjerg. Północny etap prac zakończono w 2020 r. i tym samym 28 marca pierwsze pociągi wyjechały na trasę między głównym dworcem kolejowym w Kopenhadze København H a Orientkaj. Cała linia ma być gotowa w 2024 r.
Północny odcinek linii liczy 2 stacje i ma ok. 2,2 km długości. Stacja końcowa Orientkaj oraz przedostatnia stacja Nordhavn są zlokalizowane tuż przy nabrzeżu kopenhaskiego portu. Od stacji Østerport linia przebiega w otwartym w 2019 r. tunelu linii M3. Pociągi linii M4 kończą trasę na stacji København H. Istnieje tu możliwość przesiadki na pociągi S-tog oraz komunikacji dalekobieżnej i regionalnej DSB. Przesiadki są także możliwe na stacjach Nordhavn (S-tog), Østerport (S-tog, kolej regionalna) i Kongens Nytorv (skrzyżowanie z liniami M1 oraz M2). W 2024 r. ma być gotowy południowy odcinek linii do stacji kolejowej Ny Ellebjerg. 

Schemat kopenhaskiego metra po otwarciu I odcinka linii M4
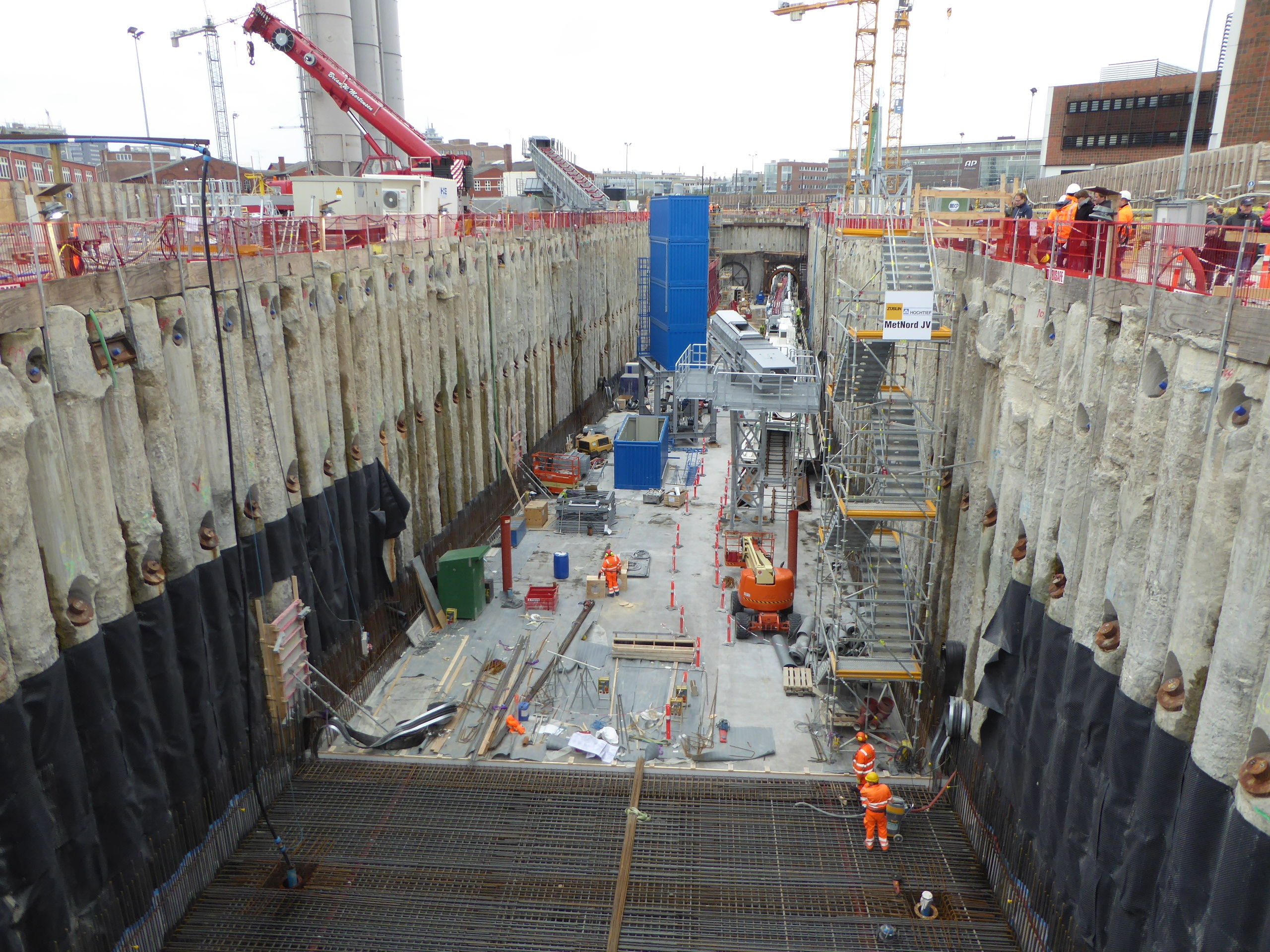
Budowa linii M4 na Nordhavn (2016)
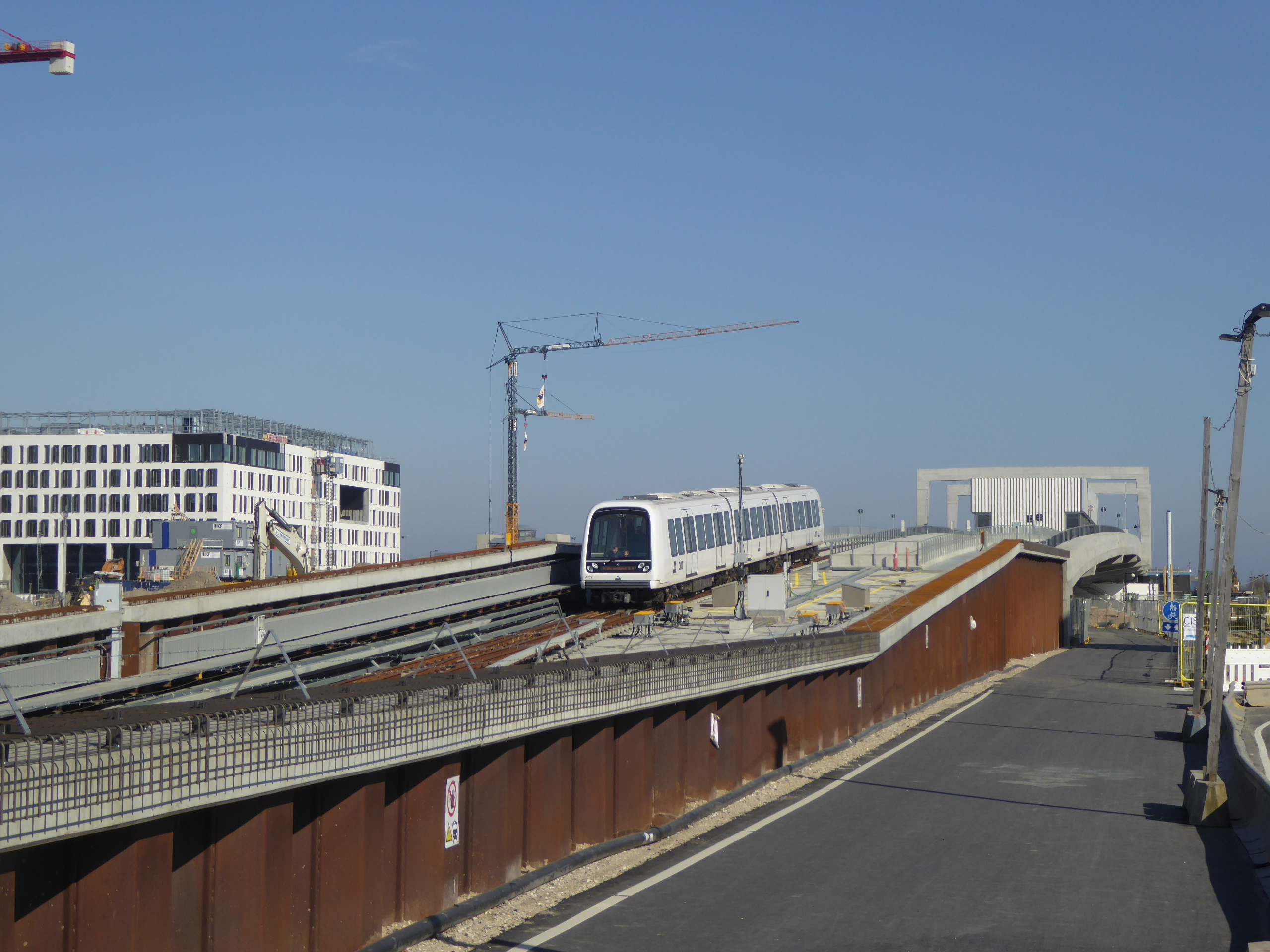
Końcowa stacja Orientkaj zlokalizowana na powierzchni
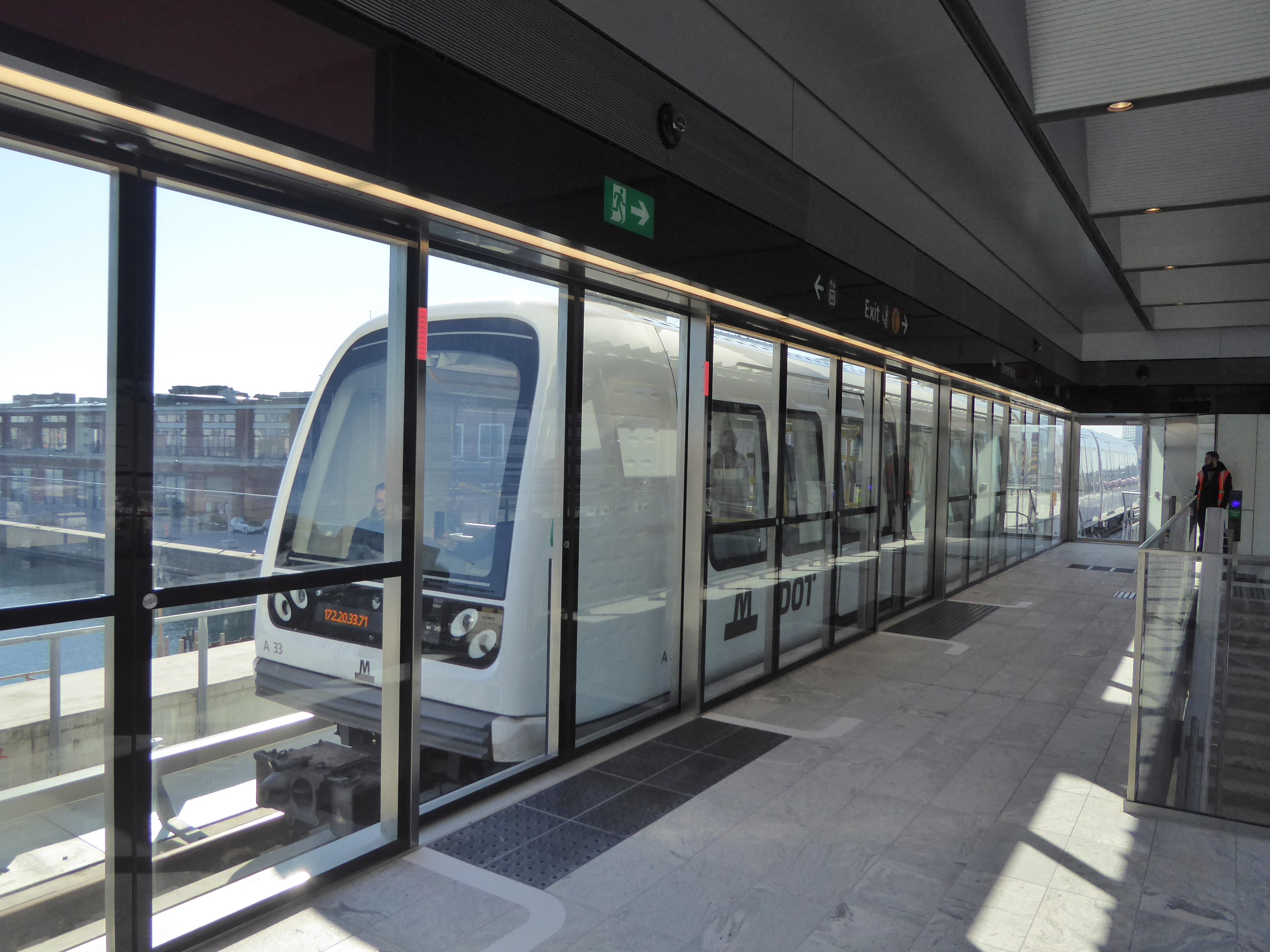
Pociąg metra na stacji Orientkaj